# Flon (rivière)
Pour les articles homonymes, voir Flon et Le Flon.
Le Flon est une rivière du canton de Vaud, en Suisse.

## Hydronymie
Le Flon tire son nom du latin flumen ou fluminis, qui désignait un fleuve durant l'Antiquité tardive, puis simplement un cours d'eau depuis le Moyen Âge. Son nom signifie donc, simplement, cours d'eau. Avant le XVIIe siècle, le Flon s'appelait le Laus. Sachant que le suffixe -ona signifie eau, la désignation Lausona signifie l'eau du Laus et a servi à désigner la localité où la rivière se jetait dans le Léman. Bien que cela soit incertain, Le Flon pourrait donc avoir donné son nom à la ville de Lausanne.

## Géographie
Le Flon naît d’un réseau de sources dans la région du Jorat, aux Sept Fontaines, dans la forêt des Liaises située au nord d'Épalinges et s’écoule vers le sud en direction de Lausanne. Dans un premier temps, il marque la limite communale entre Lausanne et Épalinges. Il continue dans un vallon encaissé où il marque la limite entre Épalinges et Le Mont-sur-Lausanne et finalement, à la hauteur de Grand-Vennes, entre Le Mont-sur-Lausanne et Lausanne. Il arrive alors au pied de la colline de Sauvabelin avant de parvenir à la hauteur de La Sallaz. À cet endroit, une partie de l'eau est dérivée artificiellement vers la Vuachère, un cours d'eau courant plus à l'est de la ville, au moyen d'une conduite souterraine créée en 1996. L'autre partie s'écoule à travers l'agglomération lausannoise en transitant par le réseau des égouts avant de rejoindre la station d'épuration de Vidy. L'ancien lit, voûté et enfoui au cours des XIXe et XXe siècles, n'apparaît plus du tout à l'air libre. Il est notamment rejoint par la Louve, un autre cours d'eau enterré. Auparavant, le Flon rejoignait le Léman à hauteur de l'actuel port de Vidy.
Le Flon a également donné son nom à un quartier de la ville, édifié sur les surfaces gagnées lors de l'enfouissement du cours d'eau. Son bassin versant est de 23,0 km2.

### Hydrologie
Au Capelard à Lausanne, le débit annuel moyen du Flon est de 0,669 m3/s pour 2011. Avant la mise en place de la dérivation, il était de 1,2 m3/s (1993-95). Sur l'ensemble de la période de 1993 à 2011, le débit moyen est de 0,926 m3/s. Le débit de pointe le plus élevé est atteint le 31 décembre 2003 avec 50,8 m3/s, avec ce même jour, un débit moyen de 15,7 m3/s. Le débit minimum moyen journalier lui est atteint au mois de juillet de la même année avec 0,261 m3/s.

## Histoire
Au XVIIIe siècle, le Flon fait tourner une douzaine de moulins, tanneries et scieries. Il sert aussi d'égout à ciel ouvert pour la ville de Lausanne. Dès 1836, à la suite d'une épidémie de choléra et en raison de l'urbanisation croissante de la ville, son tronçon traversant Lausanne est progressivement canalisé puis enfoui. Le bas de son cours au niveau de la Vallée de la Jeunesse est capté en 1928-1929 dans deux conduites forcées qui mènent ses eaux polluées directement au fond du lac. Ces travaux d'assainissement permettent aussi d'assainir les rives de Vidy et facilitent leur transformation en un lieu de détente avec l'ouverture des Bains de Bellerive en 1937. 
À partir de 1933 et jusque dans les années 1950, c'est au tour de la vallée située sous l'actuelle avenue de Provence d'être traitée. Le Flon est vouté et la vallée comblée par des matériaux de décharge. Le confluent avec le Galicien à l'entrée de la Vallée de la Jeunesse est recouvert vers 1949. 
Au début des années 1960, la zone de la Vallée de la Jeunesse et de Vidy est réaménagée afin d'accueillir l'exposition nationale de 1964 et la station d'épuration de Vidy est mise en service. Dès lors, les eaux sont épurées avant d'être introduites dans le lac, ce qui est fait au moyen d'une conduite sous-lacustre débouchant à 350 mètres de la rive et à une profondeur de 10 mètres.
Le voutage du haut de la vallée jusqu'à la Sallaz a été réalisé jusqu'au-delà des années 1960.

## Communes traversées
Le Flon parcourt la frontière entre les communes du Mont-sur-Lausanne et d'Épalinges avant d'entrer dans Lausanne.